# Dorcadion unidiscale
Dorcadion unidiscale är en skalbaggsart som beskrevs av Stefan von Breuning 1946. Dorcadion unidiscale ingår i släktet Dorcadion och familjen långhorningar.
Artens utbredningsområde är Kazakstan. Inga underarter finns listade i Catalogue of Life.